# Nanette Bordeaux
 (mai 2023).
Nanette Bordeaux, née Hélène Olivine Veilleux, le 3 avril 1911 à Saint Georges au Québec, et morte le 20 septembre 1956 à Beverly Hills, Los Angeles, Californie, est une actrice québécoise.

## Biographie
Dans les années 1930, Nanette Bordeaux s'installa à New York où elle passa des auditions pour plusieurs compagnies théâtrales. 
En 1938, le producteur et réalisateur américain Harold Eugène Hal Roach la sélectionna parmi une cinquantaine d'actrices et prit le pseudonyme de Francine Bordeaux.
Elle tourna dans plus d'une vingtaine de films américains et eut régulièrement des rôles de femmes françaises dans les diverses comédies et romances hollywoodiennes, en raison de son accent français.
Nanette Bordeaux commença sa carrière d'actrice en 1938. Elle joua dans quelques films durant la Seconde Guerre mondiale, mais c'est après ce dernier conflit mondial que Nanette Bordeaux tourna dans de nombreux films, notamment au cours des années 1950, pour le réalisateur américain d'origine hongroise Jules Weiss alias Jules White. 

## Filmographie
tous les films sont réalisés par Jules White, sauf mention contraire
- 1938 : Fantômes en croisière (Topper Takes a Trip) , de Norman Z. McLeod
- 1942 : Are Husbands Necessary?, de Norman Taurog
- 1943 : Femmes enchaînées de Steve Sekely
- 1946 : So Dark the Night de Joseph H. Lewis
- 1947 : L'Aventure à deux (The Voice of the Turtle), d'Irving Rapper
- 1948 : Homecoming de Mervyn LeRoy
- 1949 : Flung by a Fling
- 1949 : French Fried Frolic
- 1950 : Hugs and Mugs
- 1950 : Innocently Guilty
- 1950 : Three Hams on Rye
- 1950 : Slaphappy Sleuths
- 1951 : Wine, Women and Bong
- 1951 : Fun on the Run
- 1951 : Pest Man Wins
- 1952 : A Missed Fortune
- 1953 : Loose Loot
- 1953 : He Popped His Pistol
- 1954 : Income Tax Sappy
- 1954 : Subconscious Approach, épisode du feuilleton télévisé My Little Margie, de Hal Yates
- 1956 : Come on Seven
- 1957 : A Merry Mix-up